# Bang & Pingel
Bang & Pingel var et dansk grossistfirma, der var grundlagt den 14. april 1896 af Jens Frederik Bang (1861-1902) og Hans Pingel (1857-1940); sidstnævnte var eneindehaver af firmaet fra 1902 til sin død i 1940, hvorefter firmaet overtoges af hans svigersøn, grosserer Rudolph Schmidt (f. 21. juni 1886).
Firmaet drev specialforretning med jernrør, artikler til centralvarme, sanitære anlæg og metaller.
Forretningen åbnede i sin tid i København i Jernbanegade på hjørnet af Rådhuspladsen, men flyttede i 1919 til egen ejendom, det gamle Svanholm på Gammel Kongevej 64-66, hvor det fik både kontorer og lager. Desuden fandtes lagerbygninger ved kaj i Sydhavnen. En filial i Århus blev oprettet i året 1945.
September 1959 fraflyttede Bang & Pingel grunden på Frederiksberg, hvor Codanhus i stedet blev opført. Firmaet er senere ophørt.